# Matahiya
Matahiya (nep. मटहिया) – gaun wikas samiti w zachodniej części Nepalu w strefie Bheri w dystrykcie Banke. Według nepalskiego spisu powszechnego z 2001 roku liczył on 1182 gospodarstw domowych i 6464 mieszkańców (3075 kobiet i 3389 mężczyzn).